# تامرغمدوت (آيت أوزين آيت ولال)
تامرغمدوت هو دُوَّار يقع بجماعة آيت ولال، إقليم زاكورة، جهة درعة تافيلالت في المملكة المغربية. ينتمي الدوّار لمشيخة آيت أوزين آيت ولال التي تضم 15 دوار. يقدر عدد سكانه بـ 145 نسمة حسب الإحصاء الرسمي للسكان والسكنى لسنة 2004.

## روابط خارجية
- البوابة الوطنية للجماعات الترابية نسخة محفوظة 12 مارس 2018 على موقع واي باك مشين.
- المندوبية السامية للتخطيط